# Provincia de Los Ríos
Los Ríos es una de las veinticuatro provincias que conforman la República del Ecuador, situada en el centro del país, en la zona geográfica conocida como región litoral o costa. Su capital administrativa es la ciudad de Babahoyo, mientras que la urbe más grande y poblada es Quevedo. Ocupa un territorio de unos 7205,27 km², siendo la decimocuarta provincia del país por extensión. Limita al norte con Santo Domingo de los Tsáchilas, por el este con Cotopaxi y Bolívar, al noroccidente con Manabí y al oeste y al sur con Guayas.
En el territorio fluminense, habitan 978.487 personas, siendo la cuarta provincia más poblada del país después de Guayas, Pichincha y Manabí. La provincia de Los Ríos está constituida por trece cantones, con sus respectivas parroquias urbanas y rurales. 
Es uno de los más importantes centros administrativos, económicos, financieros y comerciales del Ecuador. Las actividades principales de la provincia son el comercio, la ganadería, la industria y la agricultura.
El área de la provincia fue cuna de antiguas culturas como Chorrera y Milagro-Quevedo. Colonizada la región, en 1596, fue organizada como tenencia, dependiente del corregimiento de Guayaquil. Después de la guerra independentista y la anexión de Ecuador a la Gran Colombia, se crea la provincia de Guayaquil, el 25 de junio de 1824, en la que dentro de sus límites se encuentra el actual territorio fluminense. El 6 de octubre de 1860, se crea la duodécima provincia del país: la provincia de Los Ríos.

## Historia

### Época prehispánica

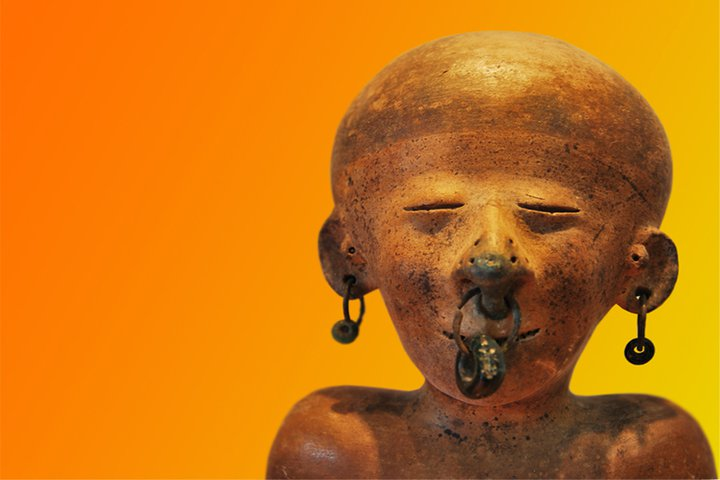
Vestigio arqueológico de la Cultura Milagro-Quevedo.

Los Ríos es el antiguo hogar de culturas aborígenes como los Babahoyos, Babas, Palenques, Mocaches, Quilches y Pimochas. Existen vestigios arqueológicos de las culturas  y casa Tejar-Daule, Milagro-Quevedo y Valdivia. La cultura Chorrera se extendió por las actuales provincias de Los Ríos, Guayas, Manabí y que habría llegado por el callejón interandino hasta Cañar y Azuay. Se supone que duró desde 2300 hasta 1500 años a. C.
Esta cultura presenta un perfeccionamiento del sistema agrario, si bien carece de suficiente información científica para caracterizarlo. Era un pueblo sedentario con una cultura agraria evolucionada. Con ella el arte cerámico alcanzó un apogeo estilístico, ornamental y funcional a través de bellas representaciones policerámicas, humanas, zoomorfas y de frutas agrícolas que muestran la variada y eficiente economía de que gozaron sus pobladores y una intima relación entre el hombre y la naturaleza; la calidad mencionado  estuvo unida a la maestría en la técnica del modelo de vasos de botellas y de figurillas huecas, así como en el uso de pinturas iridiscentes. En la ejecución de estas labores presentan una innovación adicional la de haber abandonado el campo del mito, de la magia, del culto para asumir la vida cotidiana como motivo de su arte.

### Época colonial y republicana

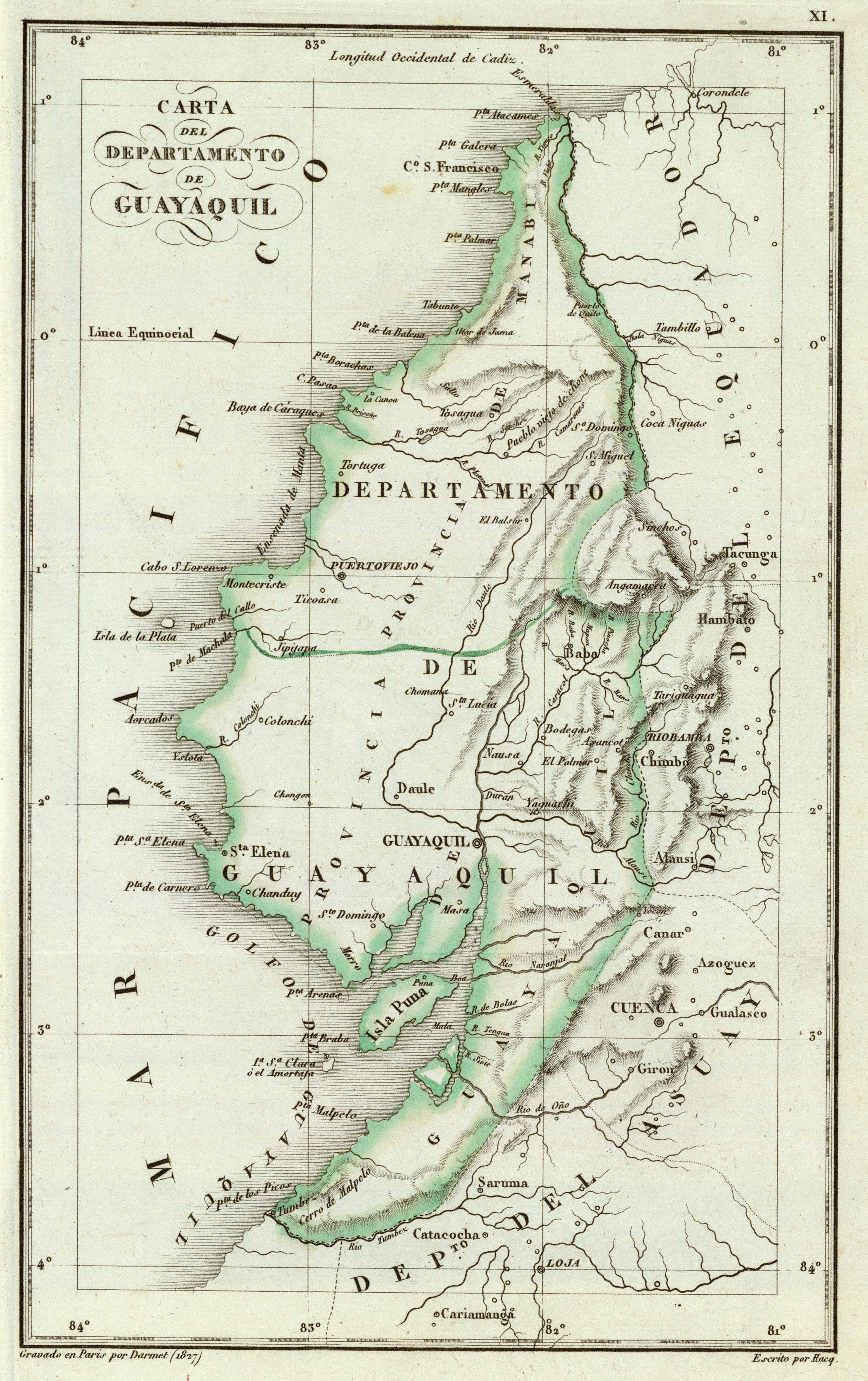
Extensión territorial de la Provincia Libre de Guayaquil integrada posteriormente a la Gran Colombia.

Babahoyo fue levantada en épocas muy remotas por los legendarios indios babahuyus, integrantes de la confederación Huancavilca, quienes en 1535 ofrecieron tenaz resistencia a los conquistadores españoles. Pacificada la región, en 1596 fue organizada como Tenencia, dependiente del Corregimiento de Guayaquil. Se cree que el año de 1796 el capitán Carlos de Betember y Platzaen, adquirió sus territorios con dinero de sus peculios, e inició el levantamiento de una ciudad a la que llamaron “Santa Rita”; pero ha podido comprobarse documentalmente que esto no es así, ya que la población de Santa Rita de Babahoyo es mucho más antigua.
Originalmente ocupó la margen derecha del río Babahoyo, y en épocas de la colonia se convirtió en un importante centro de tráfico comercial entre las poblaciones de la Costa y de la Sierra. Por mucho tiempo se llamó Bodegas, por haber estado allí ubicadas la Aduana y los Almacenes Reales, para el control del comercio entre Guayaquil y las ciudades de la Sierra ecuatoriana.
Una vez que se consiguió la independencia de Guayaquil, la noticia recorrió casi todo el litoral y gran parte de la sierra. Por esto, el amor por la libertad se acrecentó y poco a poco los pueblos enfervorizados proclamaron su rompimiento de las cadenas hispanas. Bodegas de Babahoyo sería uno de los primeros, pues apenas a dos días del pronunciamiento de Guayaquil, este haría pública también su declaración de libertad suscrita por sus hijos. Babahoyo ha sido en la historia ecuatoriana una ciudad distinguida por hijos heroicos y trabajadores quienes no se han querido descargar golpes mortales a su tierra sea en incendios, inundaciones y sequías. El 11 de octubre de 1820, Babahoyo proclama su emancipación política y pasa a constituirse en la principal ciudad de organización de las fuerzas libertadoras a la patria. En la histórica Hacienda Elvira ocurren durante el 3 y 10 de mayo de 1845 los combates de las tropas marcistas contra las del presidente Juan José Flores. Y en la Hacienda Virginia, son firmados el 17 de junio del mismo año, los convenios de paz, que ponen término a la dominación Floreana en el país. 
Después de la formación de la república, ciudadanos patriotas de esta región apoyaron a las tropas que combatieron contra el general Antonio Franco, aliado del presidente Ramón Castilla del Perú. En premio a ese valor, Gabriel García Moreno ordenó la creación de la provincia de Los Ríos, el 6 de octubre de 1860.

## Símbolos

### Toponimia
La provincia de Los Ríos posee una de las mayores redes hidrográficas de la nación, de ahí su nombre.

### Bandera

Bandero de Los Ríos

Tiene forma rectangular con tres franjas horizontales de color verde, blanco y verde. El color verde simboliza la fertilidad del suelo y el color blanco simboliza el espíritu tranquilo y pacífico de sus habitantes, así como la diafanidad de sus aguas.

### Escudo
Está dividido en dos partes. En la parte superior encontramos una corriente de aguas limpias, detrás aparece el Sol símbolo del Imperio Inca. En la parte inferior están tres productos básicos que se cultivan: cacao, banano y arroz.

## Gobierno y política

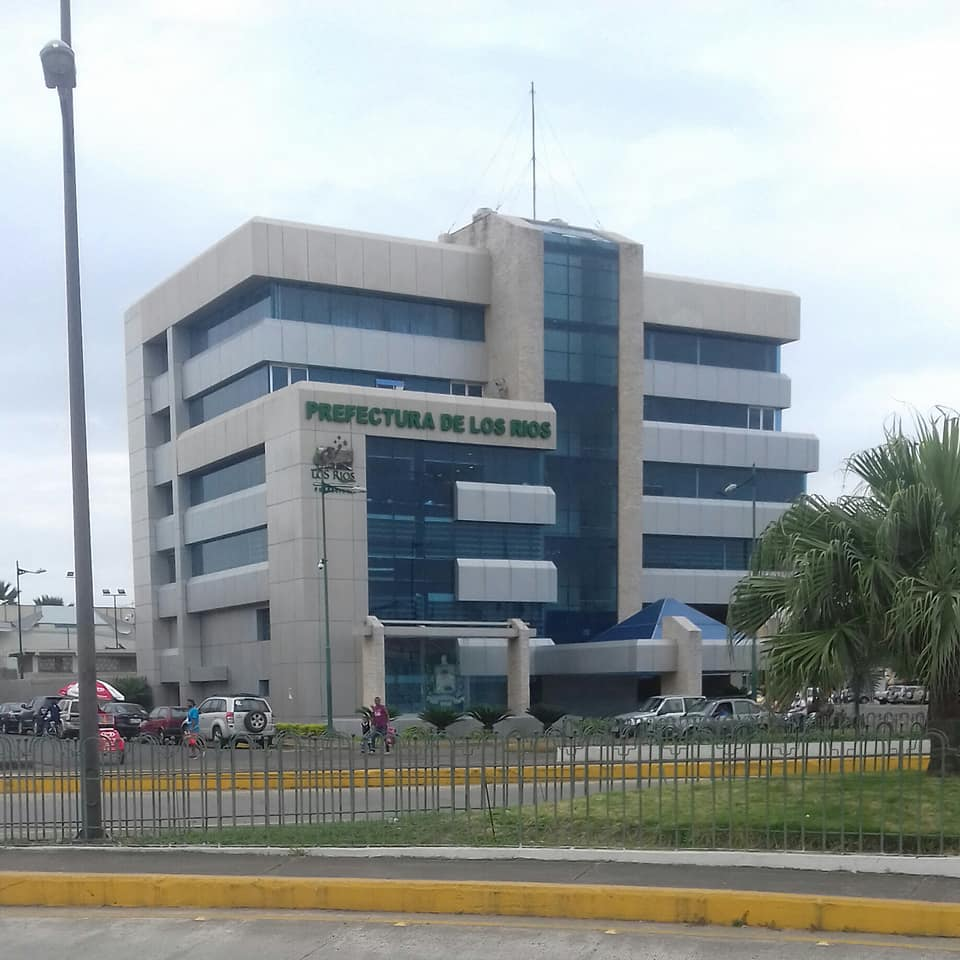
Sede de la Prefectura de Los Ríos, en Babahoyo, capital provincial

### Política
La estructura política de Los Ríos está conformada por el Gobierno Autónomo Descentralizado Provincial, denominado comúnmente como «Prefectura», la cual es una persona jurídica de derecho público que goza de autonomía política, administrativa y financiera, y ejerce las funciones ejecutivas, legislativas y de fiscalización dentro de la circunscripción territorial de la provincia. La sede de este gobierno seccional está en la ciudad de Babahoyo, en calidad de capital provincial.
El gobierno provincial está conformado por un prefecto, un viceprefecto y el consejo provincial. El prefecto es la máxima autoridad y representante legal de la función ejecutiva dentro de la provincia y es elegido en binomio junto al viceprefecto por votación popular en las urnas. El consejo provincial es el órgano de legislación y fiscalización del gobierno provincial, y está integrado por el prefecto -quien lo preside con voto dirimente-, el viceprefecto, los alcaldes de los 13 cantones, y representantes de los gobiernos de las parroquias rurales. En la actualidad el cargo de prefecto lo ejerce Johnny Terán, reelegido para el periodo 2023 - 2027. 

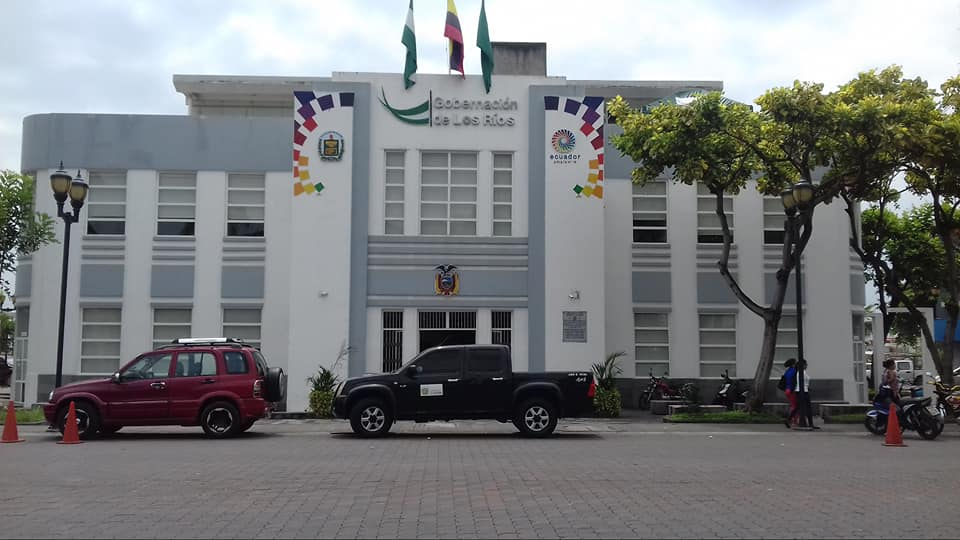
Edificio de la Gobernación, en Babahoyo

Paralelo al Gobierno Autónomo Descentralizado Provincial de Los Ríos, el poder ejecutivo del presidente de la República está representado en la provincia por el gobernador. El cargo de gobernador es ocupado por un individuo designado por el presidente de la República, y puede durar en sus funciones indefinidamente mientras así lo decida el primer mandatario del país. Actualmente, el gobernador de la provincia es Édison Valencia.

### División administrativa

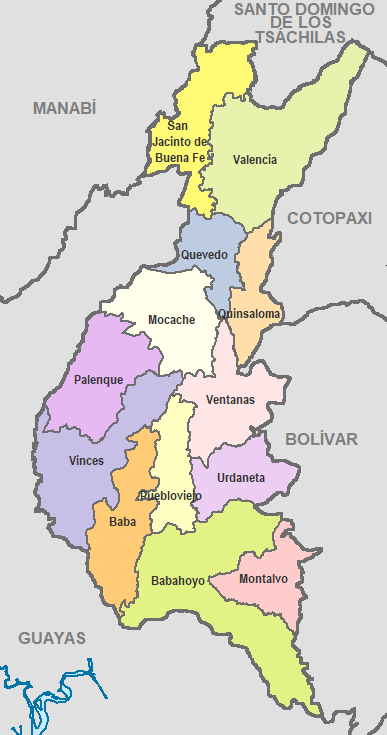
Cantones de Los Ríos

Los Ríos está dividido en 13 cantones, que a su vez están conformados por 30 parroquias urbanas y 17 parroquias rurales. Es la sexta provincia ecuatoriana en número de cantones. Cada uno de los cantones son administrados a través de una municipalidad y un consejo cantonal, los cuales son elegidos por la población de sus respectivos cantones. La responsabilidad de estos cantones es realizar el mantenimiento de carreteras, administrar los presupuestos del gobierno del estado para programas de asistencia social y económica, y administrar, infraestructuras tales como parques y sistemas de saneamiento básico.
| Cantón      | Población (2025) | Área (km²) | Cabecera cantonal       | Población (2025) |
| ----------- | ---------------- | ---------- | ----------------------- | ---------------- |
| Baba        | 48 446           | 516        | Baba                    | 8 790            |
| Babahoyo    | 193 677          | 1076       | Babahoyo                | 108 630          |
| Buena Fe    | 83 670           | 569        | San Jacinto de Buena Fe | 50 162           |
| Mocache     | 44 163           | 562        | Mocache                 | 10 987           |
| Montalvo    | 30 483           | 362        | Montalvo                | 17 938           |
| Palenque    | 25 911           | 570        | Palenque                | 8 301            |
| Puebloviejo | 45 833           | 336        | Puebloviejo             | 10 382           |
| Quevedo     | 227 098          | 303        | Quevedo                 | 195 798          |
| Quinsaloma  | 20 645           | 280        | Quinsaloma              | 8 589            |
| Urdaneta    | 35 472           | 377        | Catarama                | 9 015            |
| Valencia    | 56 350           | 707        | Valencia                | 18 841           |
| Ventanas    | 79 831           | 531        | Ventanas                | 44 438           |
| Vinces      | 86 908           | 603        | Vinces                  | 39 842           |

## Medio físico

### Ubicación
Se encuentra en la zona centro occidental del país, con 6.254 km² tiene una forma alargada a través de la cual se extiende una gran planicie o sabana, lo que permite la agricultura. La máxima elevación del terreno no supera los 500 m. Limita al este con la provincia de Bolívar y al oeste con la de Guayas.
| Noroeste: Manabí | Norte: Santo Domingo | Noreste: Cotopaxi |
| Oeste: Guayas    | Rosa de los vientos  | Este: Bolívar     |
| Suroeste Guayas  | Sur: Guayas          | Sureste: Bolívar  |

### Relieve
La mayor parte del terreno es plana , las mayores elevaciones no superan los 500 metros sobre el nivel del mar. En las estribaciones de la cordillera de Los Andes hacia el noroeste se encuentran elevaciones como los cerros de Samama, Mube, el ramal de Sibimbe y el cerro Cacharí. En síntesis, el relieve de Los Ríos diferencia dos zonas: la de las sabanas y la de las lomas.

### Hidrografía

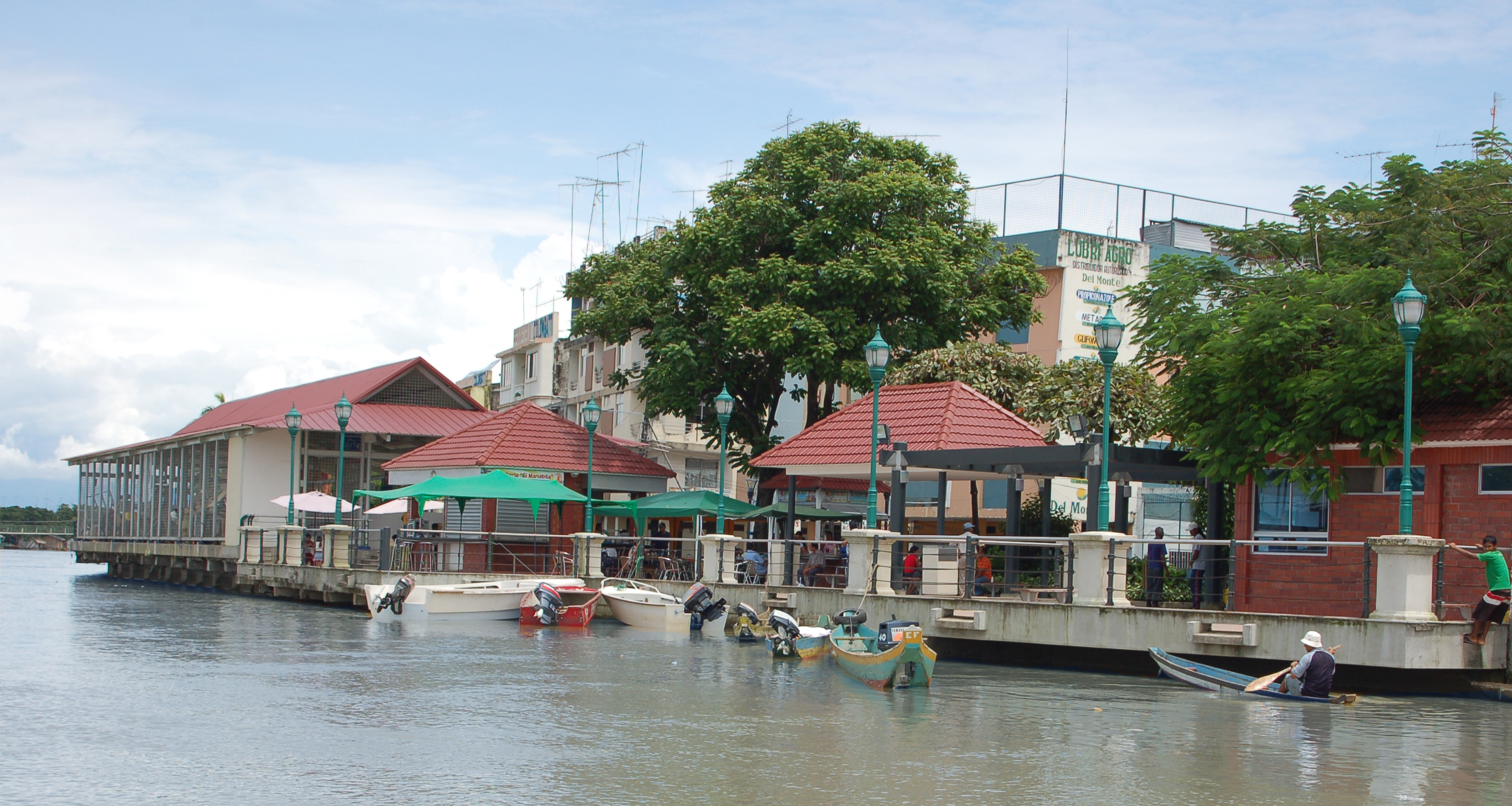
Muelle municipal en el río Babahoyo, perteneciente a la cuenca del Guayas.

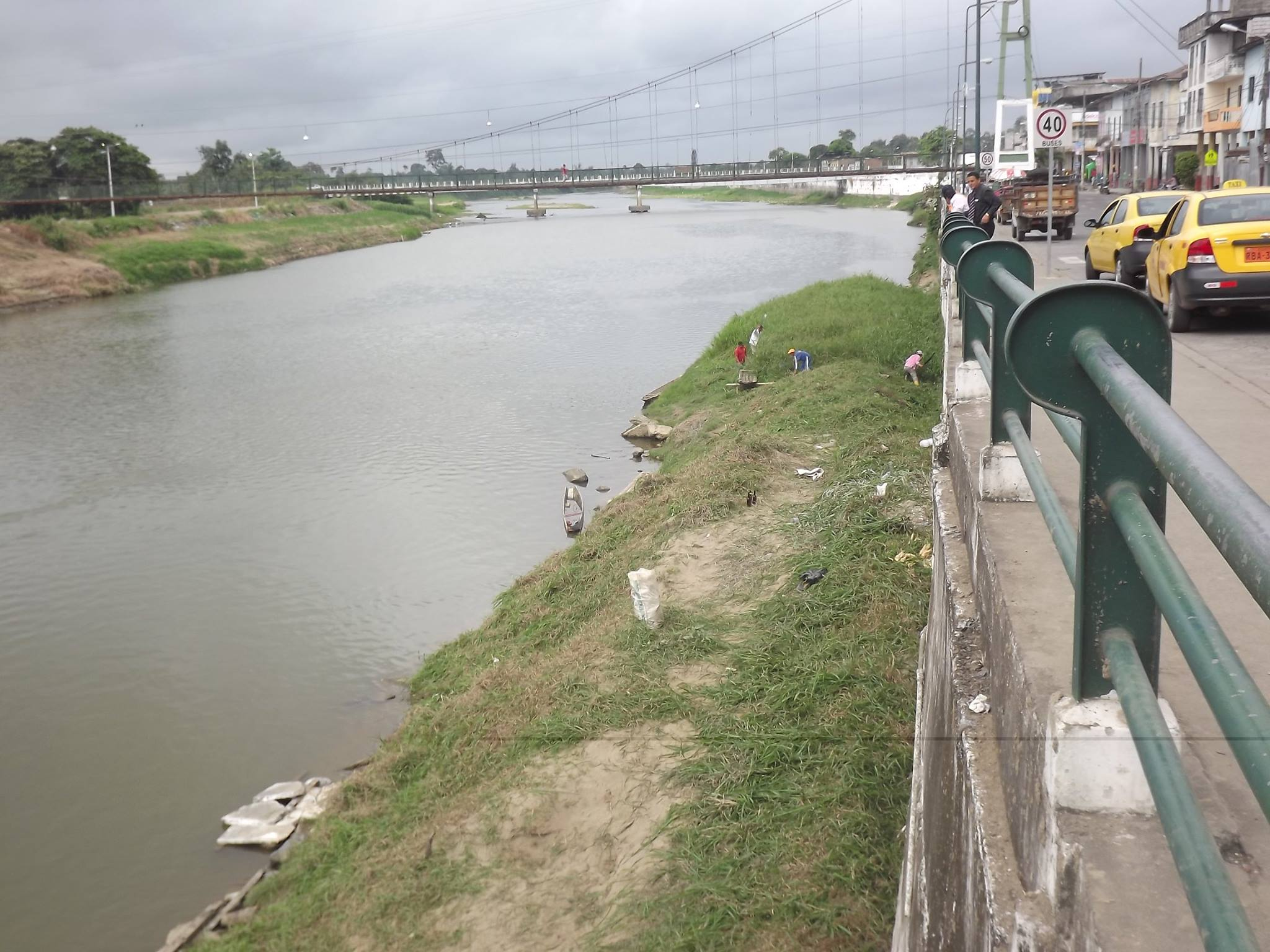
El río Vinces a su paso por Mocache.

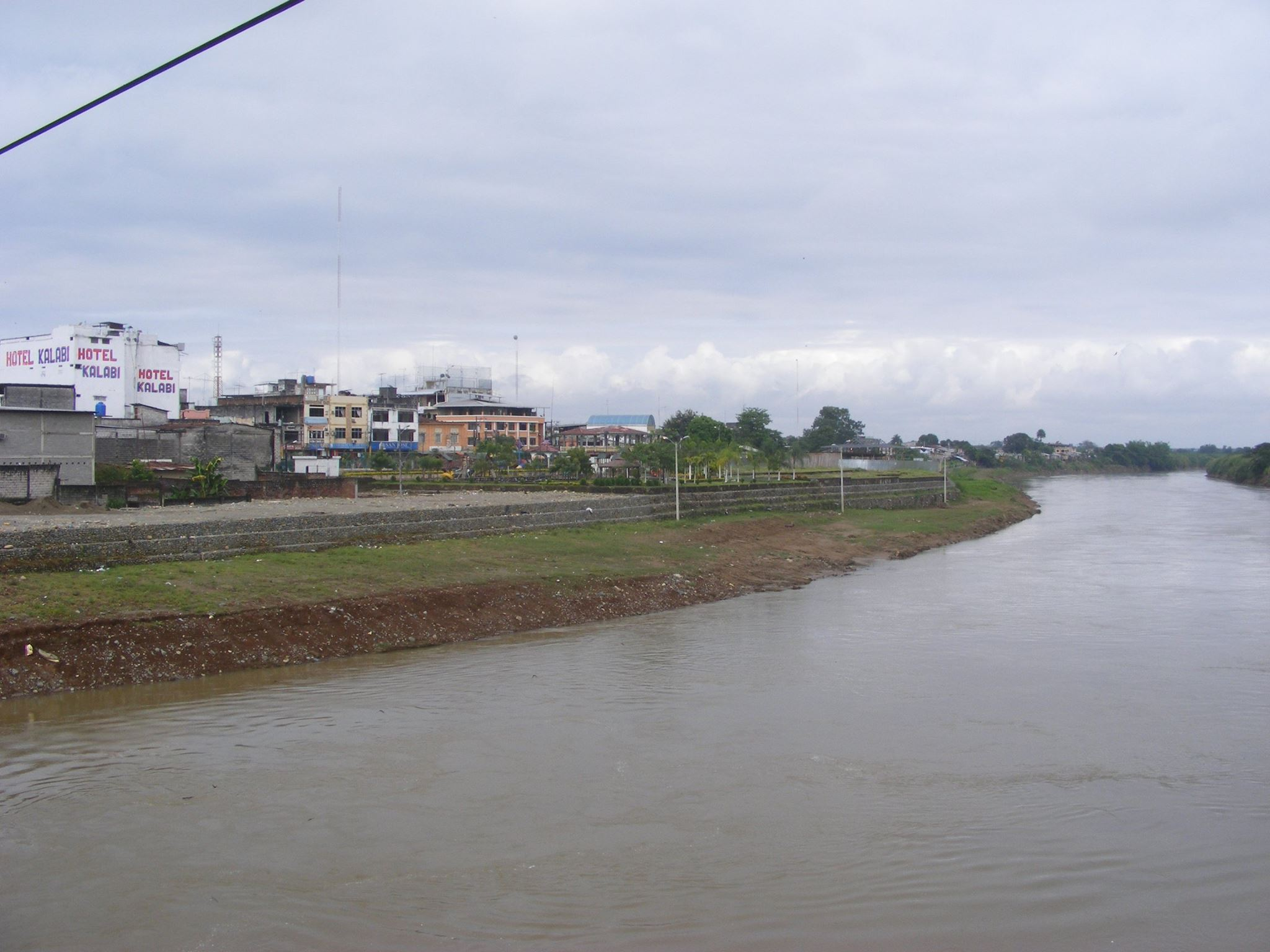
El río Zapotal (Subcuenca del Babahoyo) a su paso por Ventanas.

Posee un sistema hidrográfico muy denso considerando el tamaño de la provincia. La mayor parte de sus ríos nacen en la cordillera occidental de Los Andes, se destaca el río Babahoyo, que tiene como afluentes a los ríos Vinces, Zapotal y San Pablo . Posteriormente se une con el Daule para formar el río Guayas. Poblaciones y ríos comparten nombres en la mayoría de los casos como ocurre con Babahoyo, Caracol, Catarama, Ventanas, Zapotal, Vinces o Quevedo.
Cuenca del Guayas
La Provincia de Los Ríos se encuentra ubicada en el centro de la cuenca del río Guayas, la misma que cubre una superficie de 7205,28 km² , que equivale al 22,36 % de la superficie total de la cuenca.
Subcuenca del Daule
Ésta subcuenca intercepta por el lado norte de la provincia y abarca al cantón Buena Fe, ocupando una superficie de 415,78 km² que corresponde al 3,59 % del total de ésta subcuenca, está compuesta por las microcuencas: río Chaune, río Salapí Grande, río Salapí Chico y el río Congo. Además están las microcuencas de los ríos Nila y Cóngoma que la mayor parte de su área está en la provincia de Santo Domingo y sus afluentes desembocan en drenajes menores del río Guayas.
Subcuenca del Vinces
Intercepta de norte a sur gran parte de la provincia con una superficie de 1961,79 km² , que representa el 45,87 % de la subcuenca y está compuesta por las microcuencas: río Pise, río Lulo Chico, río Lulo Grande, río Manguila, estero Valencia, río Las Saibas, estero Peñafiel y drenajes menores. Cabe resaltar que la mayor parte de la microcuenca del Río Cochapamba está ubicado en la provincia de Cotopaxi.
Subcuenca del Babahoyo
Recorre la zona este de la provincia, comprende una superficie de 2940,18 km² que significa el 41,90 % del total de la subcuenca del río Babahoyo y la integran las microcuencas: río Chipe, río Lechugal, estero Calabicito, río Oncebí, río Jordán, río de las Piedras, río Pijullo, río el Playón, río el Tilimbala, río La Esmeralda, estero de Damas, río El Tigrillo, río Las Juntas, río San Antonio, río Viejo, río Cristal y drenajes menores.
Subcuenca del Macul
Localizada en la parte oeste de la provincia, limitando con la provincia de Guayas. Cubre una superficie de 674,42 km² que representa el 68,95 % del total de la subcuenca del río Macul y la componen las siguientes microcuencas: río Macul, estero Guarumal y drenajes menores.
Subcuenca del Jujan
Se localiza en la zona sur de la provincia, abarca una superficie de 85,75 km² y significa el 10,45 % del total de la subcuenca. La conforman la microcuenca del río Chilintomo y drenajes menores, cabe resaltar que la mayor superficie de la subcuenca está ubicada en la provincia de Guayas.

### Clima

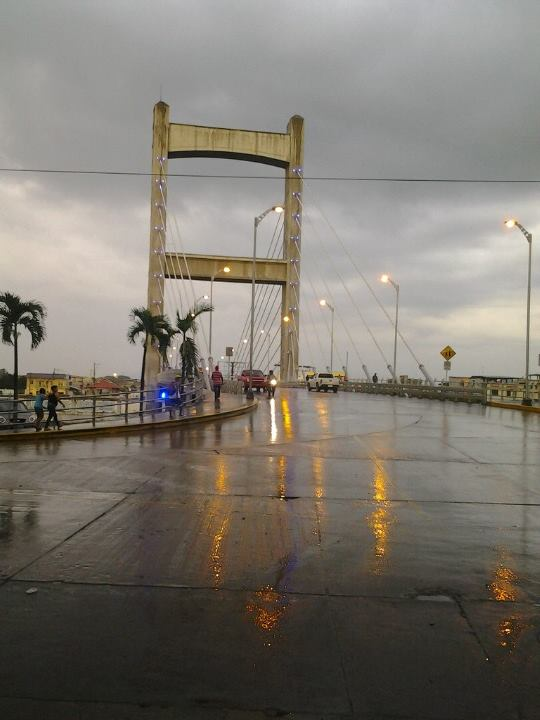
Quevedo, en una tarde lluviosa.

El clima en la provincia de Los Ríos no es muy diverso, puesto que en la gran parte del territorio se comporta de manera homogénea.
Clima Tropical Megatérmico Húmedo
En el extremo Noreste por el cantón Valencia, se caracteriza por registrar únicamente un máximo lluvioso y una sola estación seca muy marcada, acompañada de temperaturas medias superiores a 22 °C y lluvias que van desde 1000 mm a 2000 mm. como media anual.
Clima Tropical Megatérmico Semi-húmedo
En el extremo sureste por el cantón Urdaneta , se caracteriza por registrar únicamente un máximo lluvioso y una sola estación seca muy marcada, acompañada de temperaturas medias superiores a 22 °C y lluvias que van desde 500 mm a 1000 mm.
Clima Ecuatorial Mesotérmico Semihúmedo
Caracterizado por la precipitación anual de 500 a 2000mm, tiene dos estaciones lluviosas que oscilan entre febrero-mayo y octubre-noviembre, la temperatura media oscila entre los 12 y 20 °C. Este tipo de clima se presenta en las zonas altas de la parroquia Ricaurte y el cantón Montalvo

## Demografía

### Datos demográficos
Número de habitantes
Con 898.652 habitantes en 2022, Los Ríos es la cuarta provincia más poblada del país, debido principalmente al reciente desarrollo de la industria. Las ciudades con mayor actividad comercial como Quevedo y Babahoyo son polos de crecimiento demográfico interno.
Composición por sexo y edad
La estructura por edad de la provincia es eminentemente joven de 0-14 años (33%). La población en edades activas representan 19% entre 15 y 24 años y el 27% en edades comprendidas entre 25 y 44 años, y el 6% comprende la población de adultos mayores 65 años y más.
De los  898.652 habitantes,  443.391 (49,3%) son hombres y 455.261 (50,7%) mujeres.

### Evolución demográfica
| 150 260    | 250 062 | 383 432 | 455 869 | 527 559 | 650 178 | 778 115 | 898,652 |
| (Fuente: ) |         |         |         |         |         |         |         |

En el período inter-censal de 1974 al 2001, Los Ríos experimentó la mayor tasa de crecimiento en el periodo comprendido de 1950 - 1962, el cual fue de 4,26%. 
De acuerdo al informe del INEC, la población de Los Ríos aumentó en un 8% en el periodo 2001- 2005, en el periodo 2005-2015, un 32,72%.  
El cantón con mayor tendencia de crecimiento es Quevedo seguido de Babahoyo.

### Cantones y ciudades más pobladas
Los principales cantones de la provincia en cuanto a población son: Quevedo, con 206.008 habitantes, Babahoyo (178.509 habs.), Vinces (80.909 habs.), Buena Fe (74.410 habs.), Ventanas (73.211 habs.) y Valencia (51.509 habs.).
Dentro de los cantones citados, las localidades más pobladas son:
- Quevedo (177.792)
- Babahoyo (98.251 habs.)
- San Jacinto de Buena Fe (46.779 habs.)
- Ventanas (41.531 habs.)
- Vinces (35.064 habs.)
- Valencia (22.996 habs.)

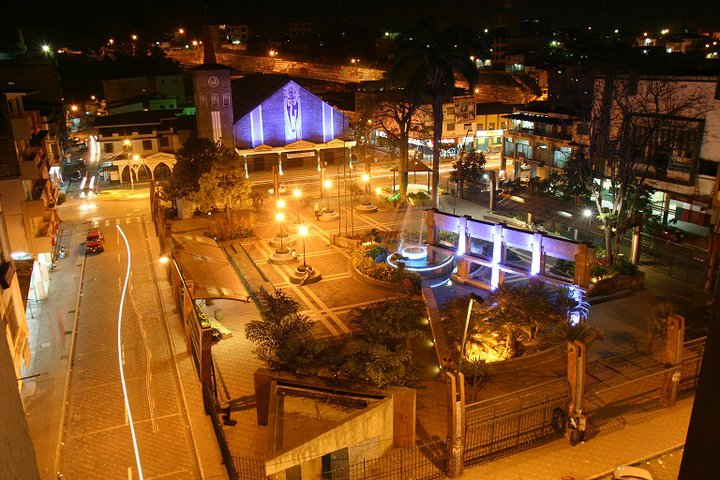
1. Quevedo.
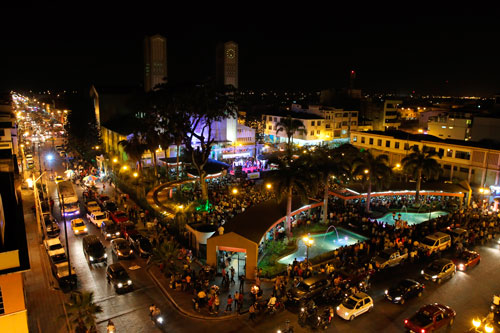
2. Babahoyo.
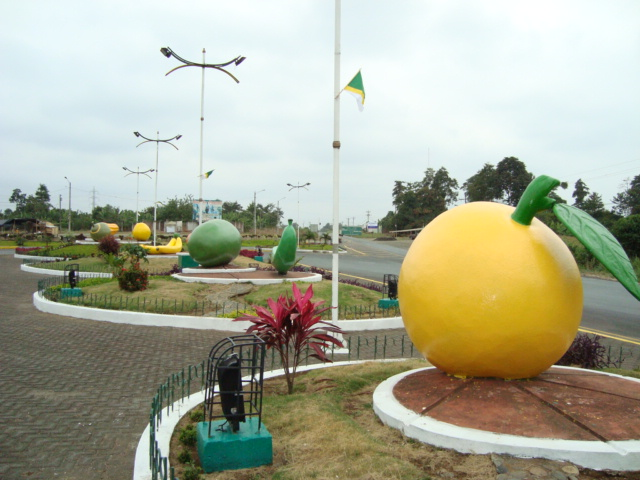
3. San Jacinto de Buena Fe.
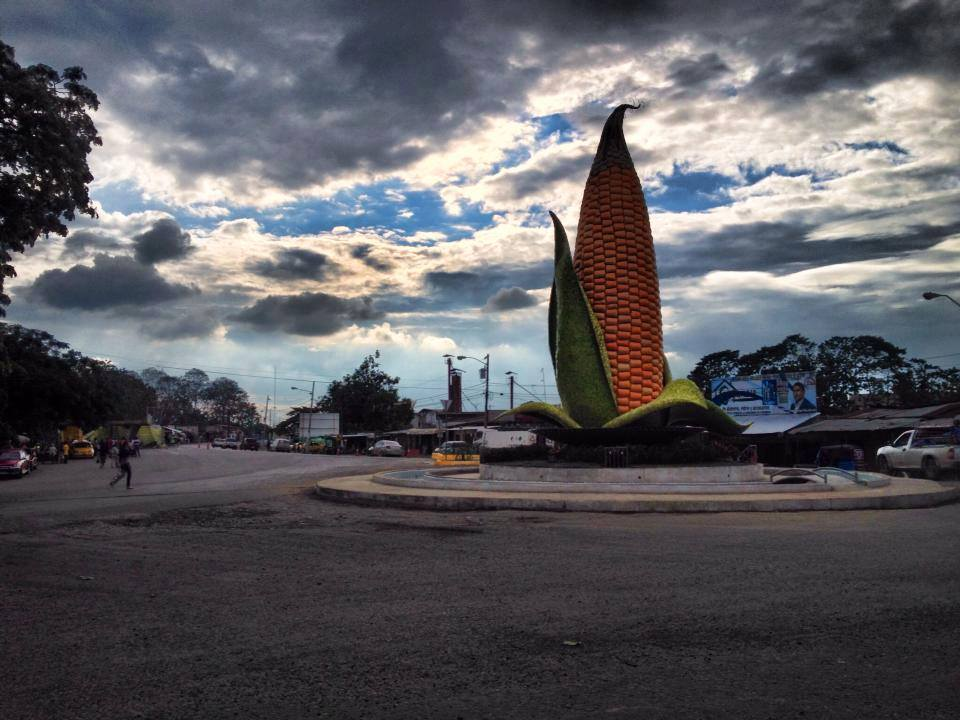
4. Ventanas.
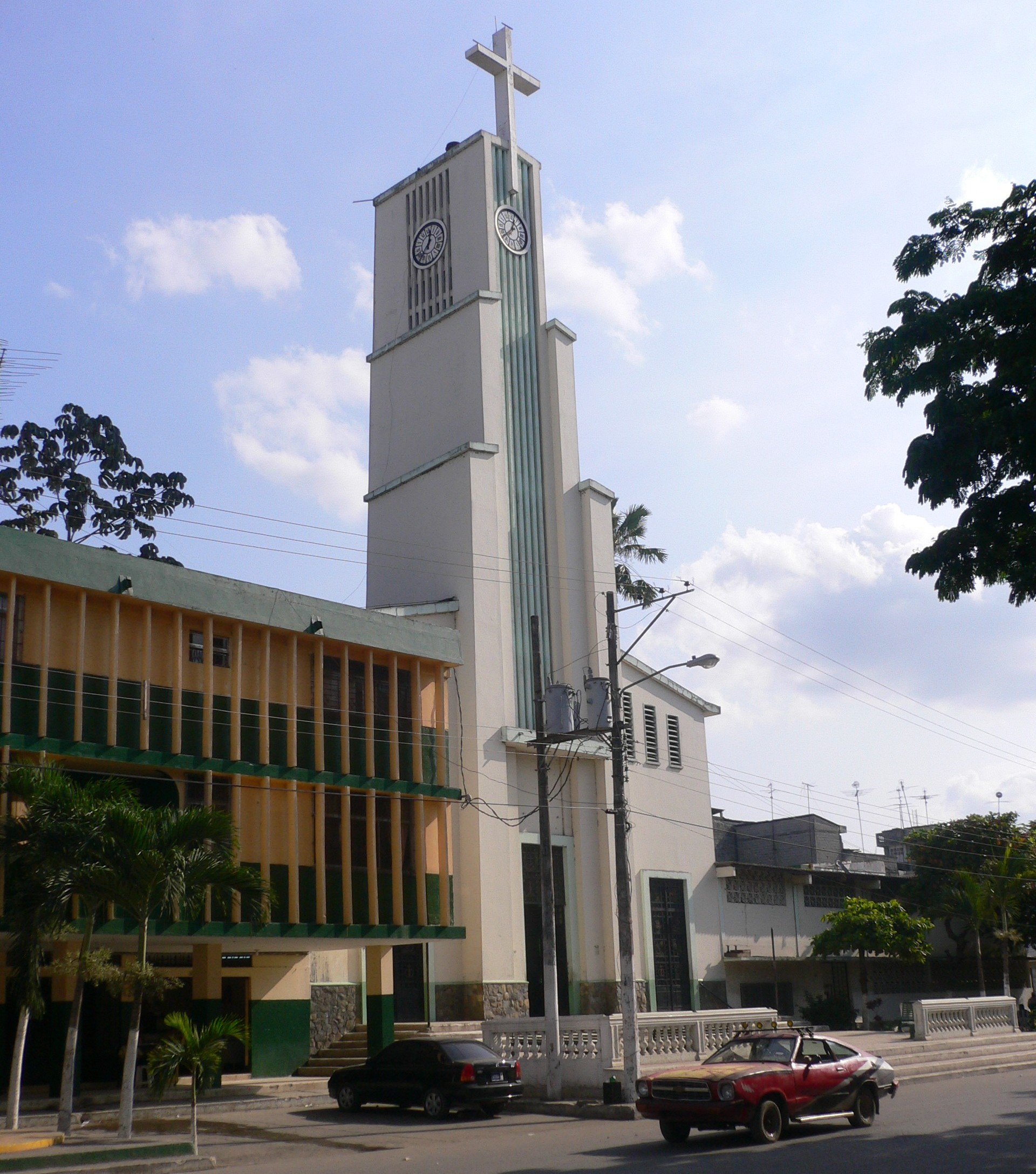
5. Vinces.
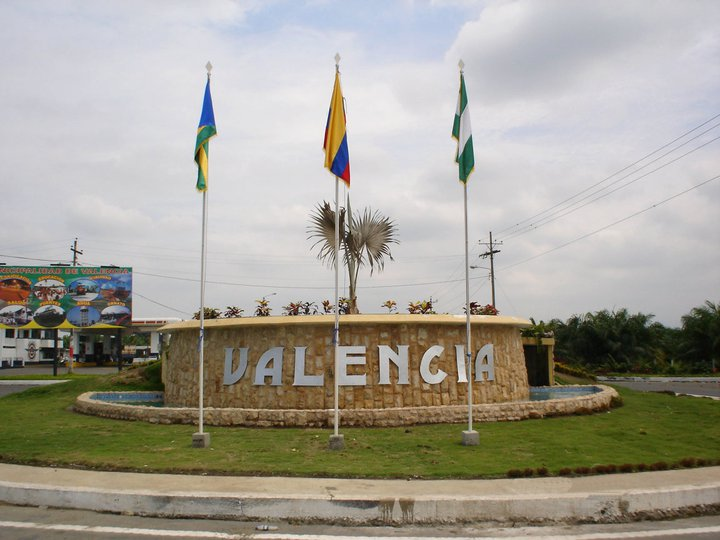
6. Valencia.

## Economía
El desarrollo de la economía provincial se debe a su estratégica ubicación geográfica en el país, ya que su localización está en el centro de la cuenca del río Guayas, es una zona altamente rica y con las mejores proyecciones económicas del Ecuador.

### Datos económicos
Producto interior bruto

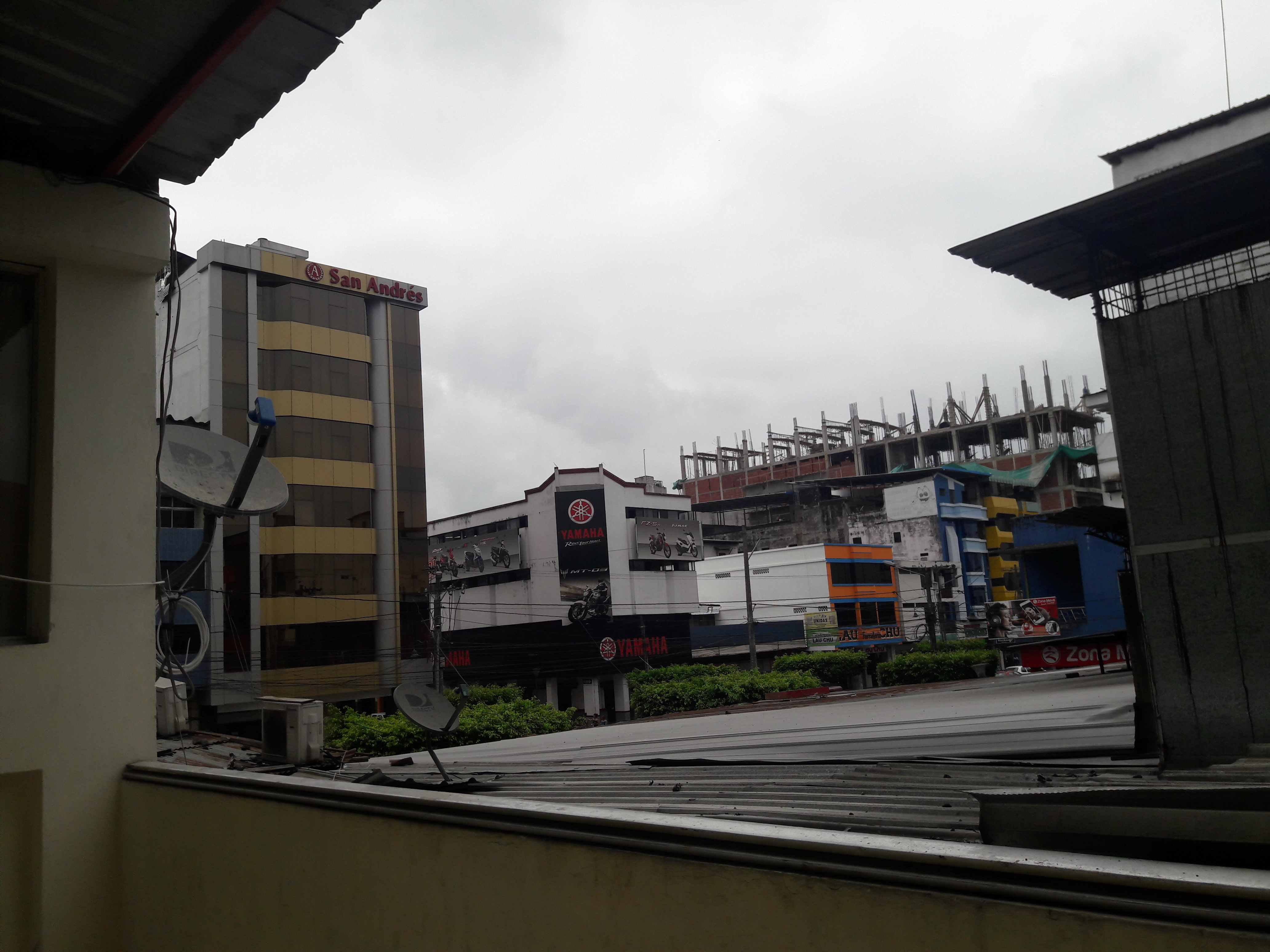
Centro de Quevedo

Los Ríos es parte importante del conjunto de las siete provincias del litoral ecuatoriano que genera el 42,30% de las divisas no petroleras (alrededor de 75 818 millones de dólares cada año). La Provincia genera más de 2000 millones de dólares como producción bruta al año, aproximadamente el 2,63% del total nacional.
Población activa
La Población Económicamente Activa (PEA) de Los Ríos, está conformada por 292 772 personas, de las cuales 25,87% son mujeres.
En base al PEA, el cantón Quevedo representa el 23,39%, Babahoyo el 20,53%, Ventanas el 8,48% y Vinces el 8,82%; en estos sectores se realiza la mayor actividad comercial, bancaria y de servicios.
De la población económicamente activa, el 42,17% de las personas se dedica al sector primario, el 36,37% está en el sector terciario y el 8,63% a las actividades del sector secundario.

### Agricultura y ganadería

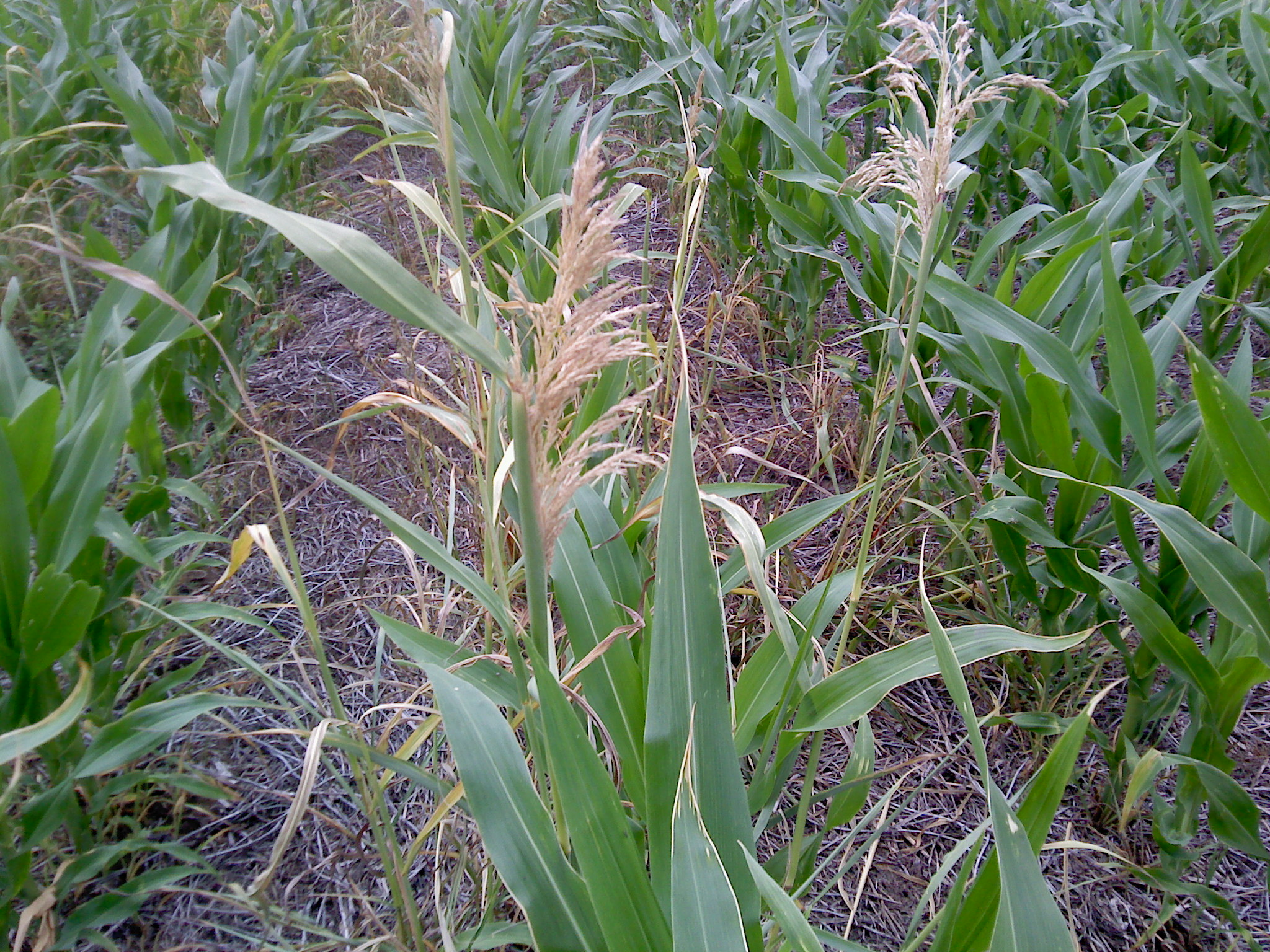
Cultivo de maíz en los alrededores de Ventanas.

Comprende las actividades de extracción directa y sin transformaciones de bienes de la naturaleza. Normalmente, se entiende que forma parte del sector primario la agricultura, la ganadería, la silvicultura (subsector forestal), la pesca y la avicultura (subsector pesquero y piscícola), lo cual asciende al 43,61%.

### Industrias
La industria en la Provincia produce alrededor de USD$ 21 239 000 aproximadamente constituyendo el 0.86% del total nacional, frente a los USD$ 2 254 948 000 del resto del país.
El nivel de industrialización de Los Ríos es bajo con relación a otras provincias.
La industria existente es la agropecuaria, destinadas a los concentrados de jugos, mermeladas, pastas, azúcar, extractoras de aceite, enlatados y condimentos, constituyen la línea de productos variados que se originan en fábricas. 
Las almaceneras estatales que están localizadas en Quevedo, Ventanas y Babahoyo, las mismas que se encuentran operativas y contribuyen en la comercialización del sector agrícola de la provincia.
Cabe mencionar también que existen algunas industrias y empresas privadas con gran capacidad de almacenamiento distribuidas en el territorio.

### Servicios
El sector terciario se dedica, sobre todo, a ofrecer servicios a la sociedad, a las personas y a las empresas, lo cual es el 38,00%.
Los cantones que podemos resaltar con mayor concentración de participación acorde al sector terciario son: Quevedo con el 33,95% y Babahoyo con el 24,78% por tener un mayor mercado con respecto al comercio formal e informal y ser uno de los ejes conectores entre las regiones de la costa y de la sierra.

### Turismo
El turismo en la provincia produce alrededor de USD$ 1 803 000 constituyendo el 0,86% del total nacional, frente a los USD$ 207 205 000 del resto del país.
- Casa de Olmedo: La Casa de Olmedo, lugar donde vivió José Joaquín de Olmedo, es uno de los atractivos más importantes del Babahoyo, aquí se firmó el tratado de la Virginia entre las fuerzas nacionalistas y el general Juan José Flores. El Instituto Nacional de Patrimonio Cultural en ejercicio de las atribuciones que se le confiere la Ley de Patrimonio Cultural, declaró a la Hacienda La Virginia y la Casa de Olmedo, porque en ella José Joaquín de Olmedo pasaba largas temporadas bien perteneciendo al patrimonio cultural del estado, a cargo de la Casa de la Cultura de la provincia de Los Ríos. La Casa de Olmedo constituye no solo un recuerdo vivo de la historia, sino el lugar más representativo de la ciudad de Babahoyo y de la provincia de Los Ríos.

- Cerro Cacharí: El cerro Cacharí está situado a 8,5 Kilómetros al noroeste de la ciudad de Babahoyo, es un macizo rocoso constituido por una roca ígnea intrusiva ácida muy fracturada, rodeada de una planicie aluvial amplia, existen bloques rocosos de grandes dimensiones que forman cavernas.En el centro del cerro hay una sombría cueva, donde es posible distinguir una enorme piedra que la imaginación popular le encuentra parecido a un inmenso corazón.

- Puerto Bajaña: Se trata de un balneario de agua dulce del río Baba que es uno de los ríos que baña el cantón, el lugar se presta para disfrutar de un día de sol junto a la familia o amigos junto a la vegetación propia de esta parte del país siempre verde y ver pasar las aves propias del sector como patos cuervos, garzas, golondrinas etc.

- Playa de La Reveza: La Reveza es una extensa playa de agua dulce un importante sitio turístico que atrae a miles de turistas cada año, esta tiene aproximadamente 2 kilómetros, donde se puede hacer deportes, bailar, degustar platos típicos, disfrutar bajo la sombra de una cabaña y bañarse.

- Reserva Biológica Jauneche: La reserva biológica Jauneche, en Palenque es el hábitat de especies de flora y fauna endémicas. Jauneche es una palabra hindú que significa casa de Dios.

- Malecón de Ventanas: Es considerado uno de los principales atractivos turísticos dentro de la ciudad, se encuentra junto al río Zapotal, lo que le da un toque especial y atractivo a este sitio, es un centro de esparcimiento e identidad de la ciudad.

- Cascadas San Jacinto:

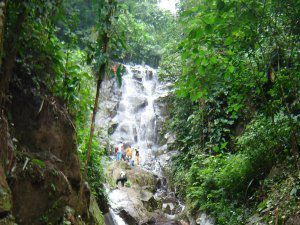
Cascada San Jacinto

Son tres cascadas que se encuentran formando una escalera, tienen una altura aproximada de 25 metros y están ubicadas en el recinto San Jacinto de la parroquia rural de Los Ángeles, están a 2 kilómetros del centro poblado del recinto y se llega a ellas luego de una hora de caminata en un camino lastrado
- Humedal Abras de Mantequilla: Abras de Mantequilla alberga a más de 127 especies de aves (entre migratorias y estacionarias), 50 especies de peces bioacuaticos, reptiles, iguanas, ranas, 100 especies de mamíferos entre tejones, tigrillos, venados cola blanca, monos aulladores, gatos salvajes. El Humedal Abras de Mantequilla es considerado el 1.023 en el mundo y el cuarto del Ecuador, es uno de los más extensos, el 14 de marzo del 2000 en Irán, fue reconocido internacionalmente como sitio RAMSAR. Su extensión es de 22.500 ha.(hectáreas) —

- Refugio de vida silvestre Samama-Mumbes: Se encuentra localizada al noreste de Babahoyo, drenando el río Catarama y Babahoyo por su margen izquierdo, correspondiendo el control y manejo administrativo de los Distritos Forestales de las provincias de Bolívar y Los Ríos.[8]

## Medios de transporte
La totalidad de la red vial de la provincia de Los Ríos es de 4.927,35 kilómetros aproximadamente, teniendo vías de primer, segundo, tercer y cuarto orden.

### Carreteras
Las vías primarias, o corredores arteriales, comprenden rutas que conectan cruces de fronteras, puertos, y capitales de provincia formando una malla estratégica. Su tráfico proviene de las vías secundarias (vías colectoras), debe poseer una alta movilidad accesibilidad controlada, con estándares geométricos adecuados.
En la provincia de Ríos, las vías principales contienen una longitud de 1 096,20 km, aproximadamente y están a cargo del Ministerio de Transporte y Obras Públicas (MTOP).
| Nombre              | Desde/Hasta                        | Poblaciones importantes de Los Ríos por donde pasa                                          |
| ------------------- | ---------------------------------- | ------------------------------------------------------------------------------------------- |
| Troncal de la Costa | San Miguel de Los Bancos-Zapotillo | Patricia Pilar, San Jacinto de Buena Fe, Quevedo, Ventanas, Puebloviejo, San Juan, Babahoyo |
| Transversal Central | Manta-Puyo                         | Quevedo, La Esperanza, Valencia                                                             |

| Nombre                           | Desde/Hasta        | Poblaciones importantes de Los Ríos por donde pasa |
| -------------------------------- | ------------------ | -------------------------------------------------- |
| Vía Colectora Palestina-San Juan | Palestina-San Juan | Vinces, Isla de Bejucal, San Juan                  |
| Vía Colectora Daule-T de Baba    | Daule-T de Baba    | Baba                                               |
| Vía Colectora Babahoyo-Ambato    | Babahoyo-Ambato    | Babahoyo, Montalvo                                 |
| Vía Colectora Ventanas-Guaranda  | Ventanas-Guaranda  | Ventanas, Los Ángeles                              |

Otras carreteras
La Red Vial Secundarias, es el conjunto de vías administradas por la Prefectura de Los Ríos; red integrada por las vías secundarias que conecta cabeceras de parroquias y zonas de producción presentando una longitud de 2 844,99 km, aproximadamente.

## Espacios naturales
Existe una vasta red de pozas o humedales llamadas Abras Central, Abras de Lampacillo y Abras de Mantequilla, que conforman una de las mayores reservas de agua dulce del país; este territorio también es el hábitat de peces, entre los que se encuentran Barbudos, Raspa balsas y Tilapias, una de las principales fuentes de alimento de la región.

### Humedal Abras de Mantequilla

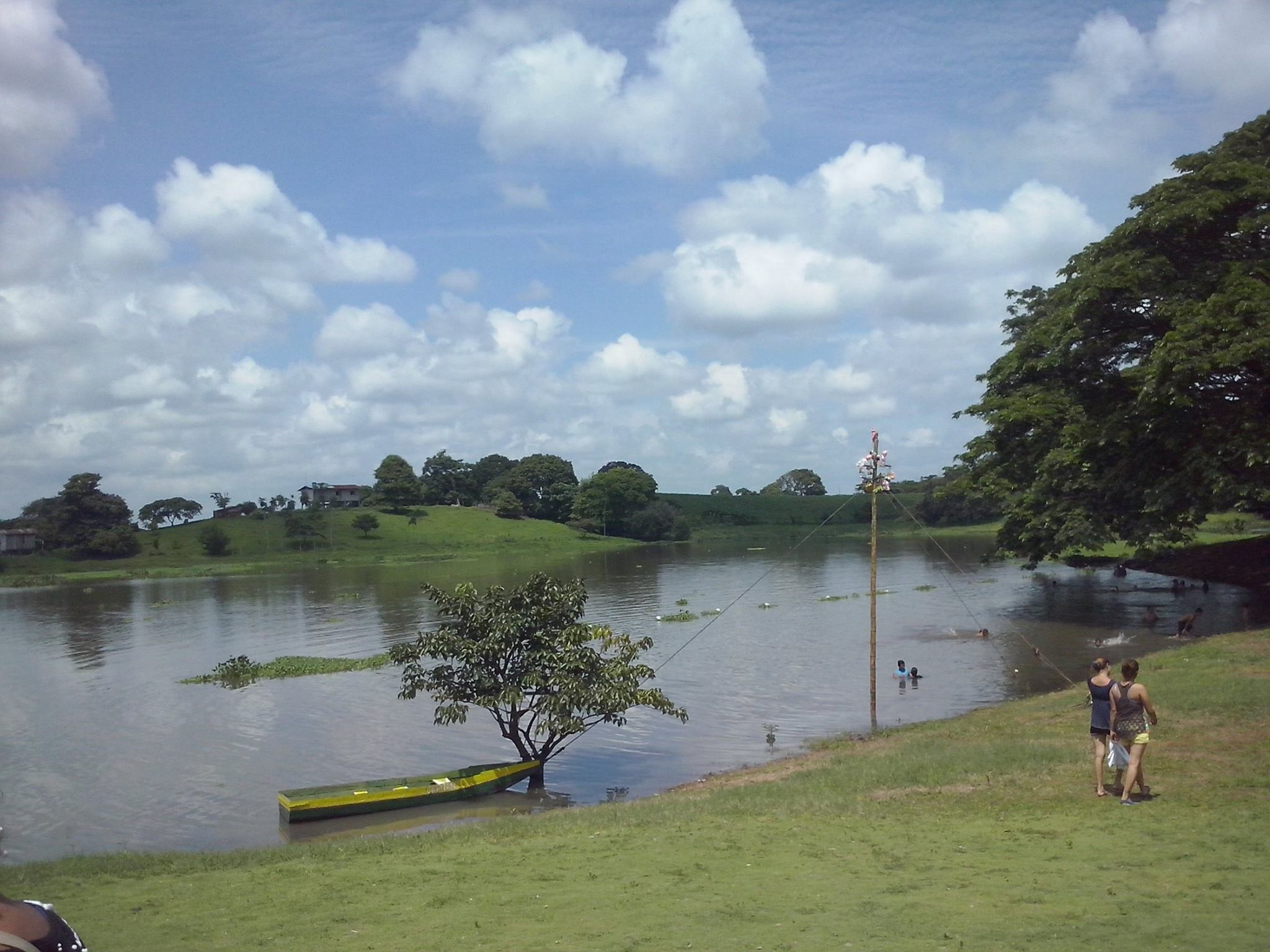
Humedal Abras de Mantequilla.

Abras de Mantequilla es un humedal ubicado en la cuenca alta del
río Guayas, región costera del Ecuador, en el sector centro occidental de la provincia de Los Ríos, comprendiendo los cantones Vinces, Baba y Pueblo viejo.
El 14 de marzo de 2000 fue declarado como sitio Ramsar, cuya administración la ejerce la municipalidad de Vinces, cabecera del cantón homónimo. Fue designado en 2005 como área de importancia para la conservación de las aves (AICA) con los criterios A1 y A2.

## Flora y fauna
La abundante presencia de ríos es aprovechada al máximo en las extensas plantaciones que cubren buena parte de la provincia. Las pozas o humedales poseen una gran cantidad de flora y fauna, aquí habitan 72 clases de aves, entre ellas garzas, tambuleras, patos, cuervos, gallaretas, valdivias, pericos y pacharacos. El bosque tropical que bordea la cordillera suministra maderas de importancia económica. FALTA IMAGEN

## Fiestas y tradiciones

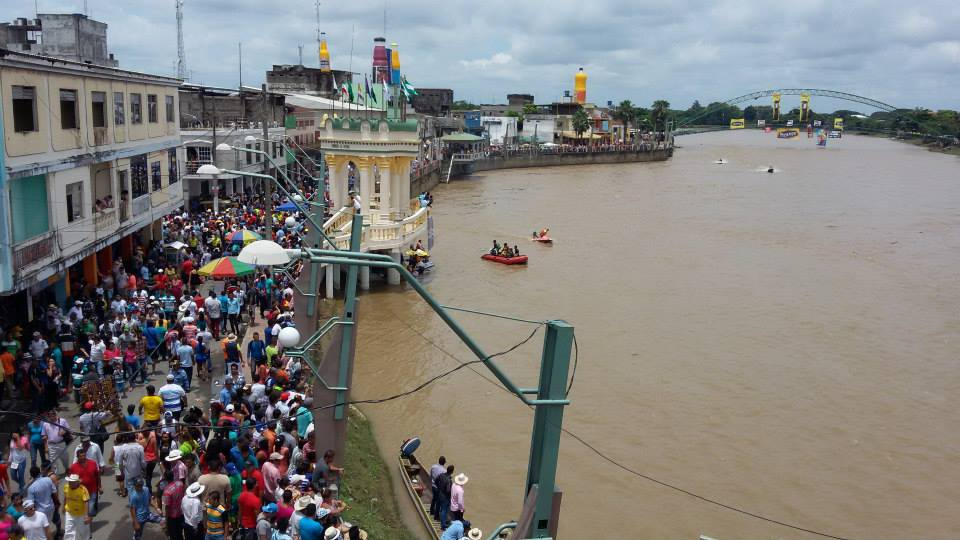
Regatas en Vinces.

La provincia de Los Ríos celebra su festividad el día 6 de octubre, en conmemoración de la fecha de creación.
Entre los festejos más destacados de la provincia están:
Regata Guayaquil-Vinces, que se realiza en marzo. A la competencia deportiva acuden cientos de turistas y se organizan espectáculos artísticos.
Fiestas de Nuestra Señora de la Merced, que se celebra en Babahoyo entre el 23 y 24 de septiembre, con procesión y otros actos religiosos.
Feria Taurina San Francisco de Asís, en Valencia entre el 2 y 4 de octubre, siendo considerada la mejor feria taurina del Región litoral de Ecuador litoral.
Rodeo Montubio el 12 de octubre, en Zapotal y distintas localidades de la provincia.
Noche Veneciana, en Vinces, a finales de noviembre, cuyo principal acto es una colorida procesión náutica por el río Vinces, en medio de fuegos artificiales.

## Gastronomía
La provincia de Los Ríos se caracteriza por poseer gran riqueza en cuanto a la producción de productos agrícolas, entre esos encontramos: arroz, banano, cacao, maíz, yuca, frutas tropicales, entre otros. Por tal motivo en todos los cantones de la provincia encontramos platos de comida que son elaborados a base de los mismos productos o en muchos casos las comidas típicas son similares.
Entre las comidas típicas de Los Ríos se encuentran: 

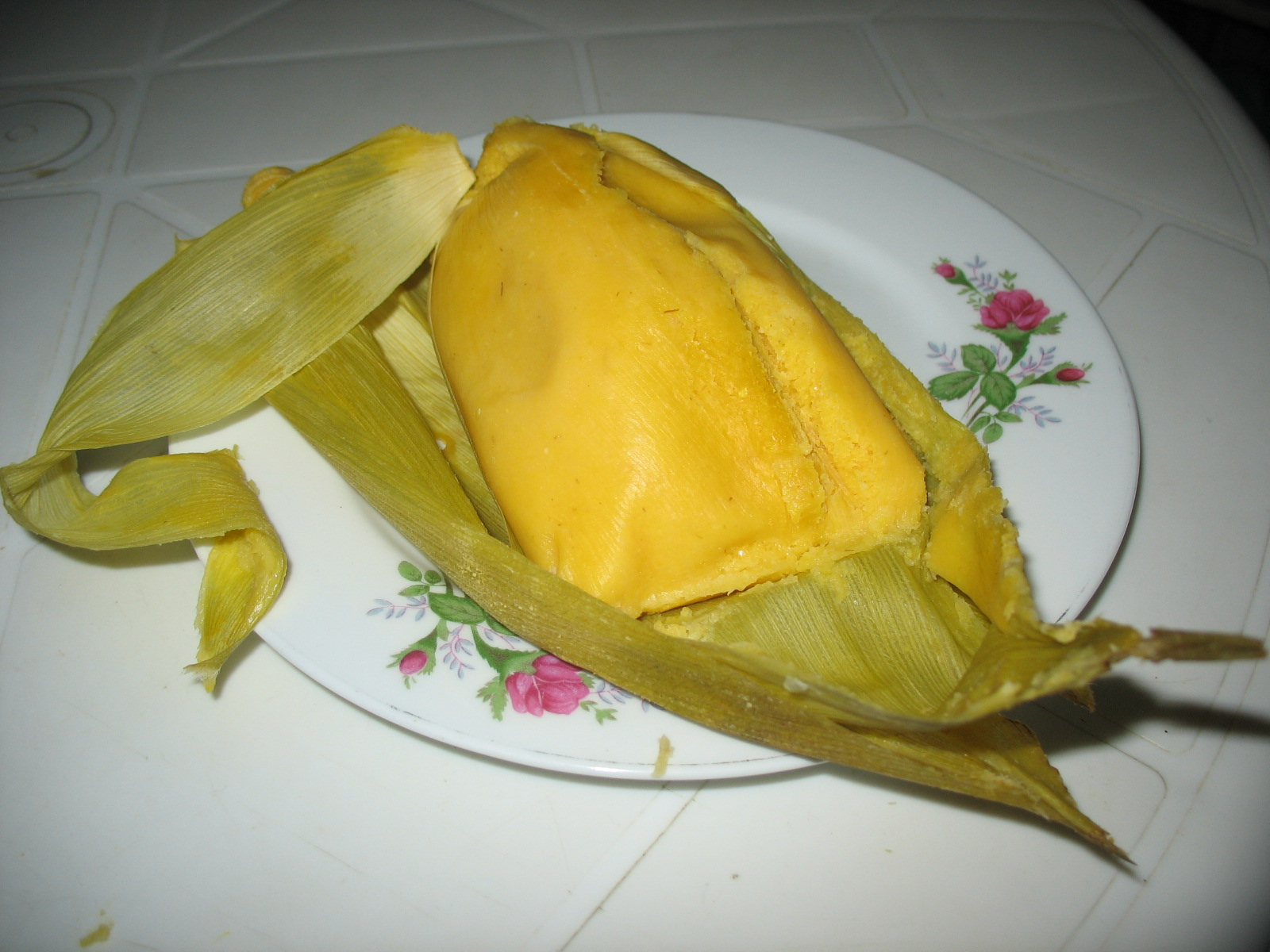
Humitas

- Arroz con menestra y carne asada
- Guatitas
- Sancocho de bocachico
- Seco de gallina criolla
- Gallo pinto
- Cazuela
- Caldo de salchicha
- Caldo de gallina criolla
- Bollo
- Hallacas
- Humitas
- Mazamorra

## Deporte
Entre los deportistas más destacados nacidos en la provincia de Los Ríos se pueden señalar a: Jefferson Montero, Fernando Gaibor, Robert Burbano, Patricio Urrutia, Jimmy Izquierdo, Hólger Quinónez o Leonel Alman.
El fútbol acapara el interés deportivo de los riosenses, al igual que ocurre en el resto de Ecuador. La provincia cuenta con varios equipos de gran tradición.
| Principales equipos                           | Liga 2015/16                 | Ciudad   |
| --------------------------------------------- | ---------------------------- | -------- |
| Club Social Cultural y Deportivo Quevedo      | Segunda Categoría de Ecuador | Quevedo  |
| Club Deportivo y Social Santa Rita            | Segunda Categoría de Ecuador | Vinces   |
| Club Sport Venecia                            | Segunda Categoría de Ecuador | Babahoyo |
| Club Social, Cultural y Deportivo San Camilo  | Segunda Categoría de Ecuador | Quevedo  |
| Club Social, Cultural y Deportivo El Guayacán | Segunda Categoría de Ecuador | Ventanas |
| Fútbol Club Insutec                           | Segunda Categoría de Ecuador | Quevedo  |

## Sanidad
La Provincia de Los Ríos cuenta con 8 hospitales Hospital Martín Icaza y el Hospital del Instituto Ecuatoriano de Seguridad Social están considerados de categoría provincial; 6 hospitales cantonales; 76 sub-centros de salud los mismos que están ubicados 35 en el área urbana y 41 en el área rural; y 57 clínicas particulares.

## Seguridad
Los Ríos tiene cuatro comandos sectoriales ubicados en Babahoyo, Vinces, Ventanas y Quevedo, distribuidos en 10 oficiales superiores, 48 oficiales subalternos y 1469 clases y policías.

## Educación

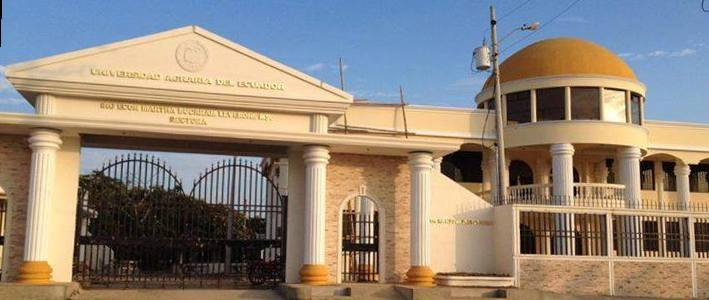
Universidad Agraria del Ecuador, Sede Ventanas

### Educación universitaria
La educación superior en Los Ríos está representada por la Universidad Técnica de Babahoyo y la Universidad Técnica Estatal de Quevedo, son líderes en cuanto a carreras universitarias de pregrado, tecnológicas y postgrados.
Existen otras universidades que contribuyen con la educación provincial como la Universidad Regional Autónoma de los Andes, Universidad Tecnológica Equinoccial, Universidad de Guayaquil, Universidad Técnica Particular de Loja, Universidad Estatal de Bolívar, Universidad Agraria del Ecuador.